# Badmintonmeisterschaft von Hongkong 2024
Die Badmintonmeisterschaft von Hongkong des Jahres 2024 fand als Hong Kong Annual Badminton Championships 2024 (chinesisch 2024 全港羽毛球錦標賽) statt. Die Finalspiele wurden am 6. Oktober 2024 ausgetragen.

## Medaillengewinner
| Disziplin    | Gold                         | Silber                     | Bronze                         |
| ------------ | ---------------------------- | -------------------------- | ------------------------------ |
| Herreneinzel | Jason Gunawan                | Ng Ka Long                 | Chan Yin Chak                  |
| Herreneinzel | Jason Gunawan                | Ng Ka Long                 | Lee Cheuk Yiu                  |
| Dameneinzel  | Yeung Sum Yee                | Mehta Saloni Samirbhai     | Liu Ho Yan                     |
| Dameneinzel  | Yeung Sum Yee                | Mehta Saloni Samirbhai     | Ng Tin Yan                     |
| Herrendoppel | Hung Kuei Chun Lui Chun Wai  | Ko Kit Ko Shing Hei        | Chan Cheuk Lok Chang Tak Ching |
| Herrendoppel | Hung Kuei Chun Lui Chun Wai  | Ko Kit Ko Shing Hei        | Lau Sin Hei Yeung Ming Nok     |
| Damendoppel  | Yeung Nga Ting Yeung Pui Lam | Ng Wing Yung Ng Tsz Yau    | -                              |
| Mixed        | Tang Chun Man Tse Ying Suet  | Lee Chun Hei Yeung Pui Lam | Yeung Shing Choi Tse Ying Suet |
| Mixed        | Tang Chun Man Tse Ying Suet  | Lee Chun Hei Yeung Pui Lam | Lam Pok Fung Lam Suet Ting     |